# Cirilmetodijsko društvo katoliških duhovnikov
Cirilmetodijsko društvo katoliških duhovnikov v Sloveniji (CMD) je bilo ustanovljeno leta 1949 kot prvo stanovsko društvo duhovnikov v Jugoslaviji. Kmalu za njim je bilo ustanovljeno duhovniško društvo v Bosni in Hercegovini in šele nekaj let kasneje v Srbiji ter na Hrvaškem. Namen ustanovitve CMD je bilo razdvajanje Cerkve in duhovnikov med seboj, posebej ločitev duhovnikov od škofov, ter omejevanje vpliva Vatikana. "Ustanovitelji CMD so bili samo na videz duhovniki, člani OF, dejansko je za tem stala Udba in celo pošiljala vabila za sestanke." Da bi preprečili zaostrovanje, slovenski škofje namenoma niso objavili prepovedi duhovniških društev, ki jo je leta 1950 izdal Sveti sedež.
Člani CMD so imeli v primerjavi z drugimi duhovniki velike prednosti. Številni so postali člani pod prisilo, predvsem starejši pa, ker drugače ne bi mogli preživeti. Največ članov je imelo CMD leta 1952 (526), nato je članstvo upadalo. Predvsem mlajši duhovniki so kazali odpor do CMD. Poskus oblasti, da se ustanovi »narodna Cerkev« in da se ta odcepi od Rima, je spodletel. Društvo je delovalo vse do leta 1990, od leta 1970 dalje pod imenom Slovensko duhovniško društvo.
Predhodnik CMD je bil Odbor duhovnikov OF, ki je izdajal revijo Bilten. Ta se je ob ustanovitvi CDM preimenovala v Novo pot.